# Sarralbe
Sarralbe é uma comuna francesa na região administrativa de Grande Leste, no departamento de Mosela. Estende-se por uma área de 27,29 km². Em 2010 a comuna tinha 4 614 habitantes (densidade: 169,1 hab./km²).